# 默兹河畔马兰库尔
默兹河畔马兰库尔（法語：Malaincourt-sur-Meuse，法語發音：[malɛ̃kuʁ syʁ møz]）是法国上马恩省的一个市镇，属于肖蒙区。

## 地理
默兹河畔马兰库尔（48°9'12"N, 5°35'53"E）面积3.83 平方千米，位于法国大東部大區上马恩省，该省份为法国东北部内陆省份，北起马恩省和默兹省，西接奥布省，西南接科多尔省，东南接上索恩省，东临孚日省。
与默兹河畔马兰库尔接壤的市镇（或旧市镇、城区）包括：默兹河畔布兰维尔、肖蒙拉维尔、默兹河畔栋库尔、格拉菲尼舍曼、阿库尔。

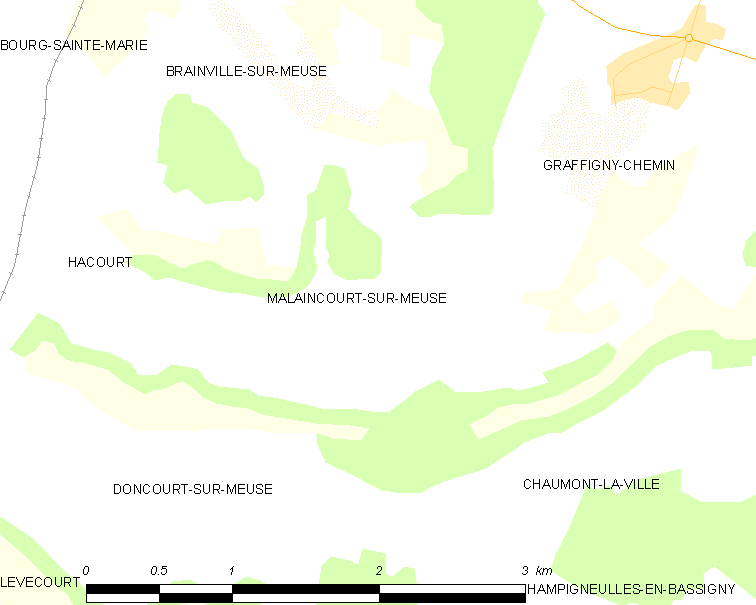
默兹河畔马兰库尔的OSM定位图

默兹河畔马兰库尔的时区为UTC+01:00、UTC+02:00（夏令时）。

## 行政
默兹河畔马兰库尔的邮政编码为52150，INSEE市镇编码为52304。

## 政治
默兹河畔马兰库尔所属的省级选区为普瓦松县。

## 人口

1962-2008年间默兹河畔马兰库尔人口变化图示

默兹河畔马兰库尔于2022年1月1日时的人口数量为49人。